# 坊勢汽船
坊勢汽船株式会社（ぼうぜきせん）は、兵庫県姫路市の海運会社である。姫路港と家島諸島の坊勢島・男鹿島および西島を結ぶ旅客航路を運航していた。同じく姫路―坊勢・男鹿間の旅客便を運航していた輝観光（ひかりかんこう）と2020年4月1日付で事業統合し、坊勢輝汽船株式会社（ぼうぜひかりきせん）を新設した。本稿では坊勢汽船の後継の坊勢輝汽船、および貨物部門の関連事業所である坊勢貨物株式会社についても述べる。

## 概要
姫路港から坊勢島へ旅客船を運航している。一部便は男鹿島に寄港する。坊勢貨物株式会社が貨物フェリーを運航しており、坊勢島・男鹿島・西島のほか、家島の南側の網手港にも発着する。
2001年3月、ユニバーサル・スタジオ・ジャパンの開業に合わせて、「神戸ヴィーナスライン」として神戸港の中突堤とUSJを結ぶ航路の運航を開始したが、当初6往復を5月16日には4往復に減便、6月13日より運休となり、短期間で撤退した。
国内離島航路では珍しく、輝観光とは航路を同じくしながら共同運航の形をとらない競合会社であったが、2020年4月をもって事業統合することとなった。なお、従来両社が運営していた姫路港―西島（兵庫県立いえしま自然体験センター）の旅客便は、2020年現在、輝観光が坊勢―西島間のみ独立で運航している。

## 航路

### 旅客船
- 姫路港 - 男鹿島 - 坊勢島

6時台から19時台まで12往復を運航、3往復は男鹿島に寄港する。土日は20時台の一便が増便される。いえしま自然体験センターの利用者は、坊勢港から輝観光（1日6便）に乗り換える必要がある。

### 貨物船
- 姫路港 - 坊勢島・男鹿島・家島（網手港）・西島

不定期便、平日のみ運航。

## 船舶

### 運航中の船舶

#### 旅客船
- クイーンぼうぜ

1997年6月就航、讃岐造船鉄工所建造
2013年3月、交通エコロジー・モビリティ財団の助成によりトイレ・客席のバリアフリー化を実施、2014年2月、機関換装を実施
173総トン、全長34.50m、型幅8.50m、深さ2.81m、ディーゼル2基、機関出力3,000PS、航海速力22ノット、旅客定員394名（1.5時間未満）209名（6時間未満）
- ぼうぜ2

2009年2月3日就航、興和クラフト（有）建造
19総トン、全長22.16m、幅4.50m、深さ1.43m、ディーゼル2基、機関出力1,730PS、航海速力22ノット、旅客定員87名
- はるか

2001年6月就航、常石林業建造。もと輝観光の旅客高速船。
19総トン、全長21.55m、幅4.09m、深さ1.88m、航海速力28ノット、旅客定員70名

#### 貨物船
いずれも船首にランプを有する貨物フェリーである。
- 第十八ぼうぜ丸

元・勝連海運合名会社【ニューつけん】
96総トン、全長29.51m、幅7.00m、深さ2.27m、ディーゼル2基、機関出力1016PS、航海速力9.0ノット
- 第二十ぼうぜ丸

98総トン、全長28.50m、幅9.00m、深さ2.60m、ディーゼル1基、機関出力900PS、航海速力8.5ノット
- 第八ぼうぜ丸

元・南九船舶【フェリーなんきゅう2】
19総トン、全長21.16m、幅5.50m、深さ1.58m、ディーゼル2基、機関出力1146PS、航海速力11.0ノット

### 過去の船舶

#### 旅客船
- シーホーク

1988年竣工、三保造船所 (大阪府)建造。2009年に三原観光汽船へ売却、現在は弓場汽船で就航中。
19総トン
- ニューぼうぜ

1996年12月19日に姫路港沖で火災事故を起こして廃船
75総トン、全長27.50m、幅5.50m、深さ2.31m
- プリンセスぼうぜ

177総トン
- ぼうぜ1

1999年9月就航　（有）アルシップ建造
19総トン、全長19.80m、幅4.40m、深さ1.37m、ディーゼル2基、機関出力1,366PS、航海速力23ノット、旅客定員104名